# Lycée privé Sainte-Geneviève
O Lycée privé Sainte-Geneviève é um liceu privado, localizado em Versalhes e que oferece aulas preparatórias para as grandes escolas, foi fundado pelos jesuítas em Paris em abril de 1854. É muitas vezes apelidado de Ginette e às vezes BJ, que significa Boite à Jèzes (Caixa dos Jesuítas).
Sainte-Geneviève é famosa por ter uma das mais altas taxas de sucesso nos exames de admissão das grandes écoles francesas mais seletivas nas áreas de engenharia (École Polytechnique, Mines ParisTech, École des Ponts ParisTech e CentraleSupélec) e comércio (HEC Paris, ESSEC Business School e ESCP Business School).

## Alunos famosos
- Pierre Savorgnan de Brazza, um explorador de origem italiana e nacionalizado francês

## Ligação externa
- Página oficial